# Sigmistes smithi
Sigmistes smithi és una espècie de peix pertanyent a la família dels còtids.

## Descripció
- Fa 4,3 cm de llargària màxima.
- Nombre de vèrtebres: 44-47.[4][5]

## Hàbitat
És un peix marí, demersal i de clima temperat.

## Distribució geogràfica
Es troba al Pacífic nord-occidental (illa Urup a les illes Kurils) i el Pacífic nord-oriental (illes Aleutianes).

## Observacions
És inofensiu per als humans.